# 野中勉
野中 勉（のなか つとむ、1940年6月 - 2022年2月27日）は、日本の化学工学者。東京工業大学名誉教授。元鶴岡工業高等専門学校校長。元電気化学協会編集委員長。

## 人物・経歴
1963年東京工業大学工学部化学工学科卒業。1969年東京工業大学大学院理工学研究科化学工学専攻博士課程修了、工学博士、東京工業大学工学部助手。1973年東京工業大学工学部助教授。1986年東京工業大学大学院総合理工学研究科教授。1987年電気化学協会理事。1992年アメリカ電気化学会理事。
1993年日本化学会理事、電気化学協会関東支部長。同年から1999年まで東京工業大学大学院総合理工学研究科長、東京工業大学評議員を務め、改組拡充構想にあたった。1995年電気化学協会編集委員長。1996年日本工学会理事。1999年加藤記念賞受賞。2000年電気化学会賞受賞。
同年から鶴岡工業高等専門学校校長として、独立行政法人化に向けた体制の整備にあたった。2001年東京工業大学名誉教授。2003年日本ソノケミストリー学会功績賞受賞。
2006年定年退職、鶴岡工業高等専門学校名誉教授。2008年東京工業大学グローバルエッジ研究院シニアマネージャー（特任教授）。39年に渡り理工系高等教育研究機関の発展に寄与し、2017年秋の叙勲で瑞宝中綬章を受章した。
2022年2月27日81歳にて逝去。